# David Dunlap Observatory

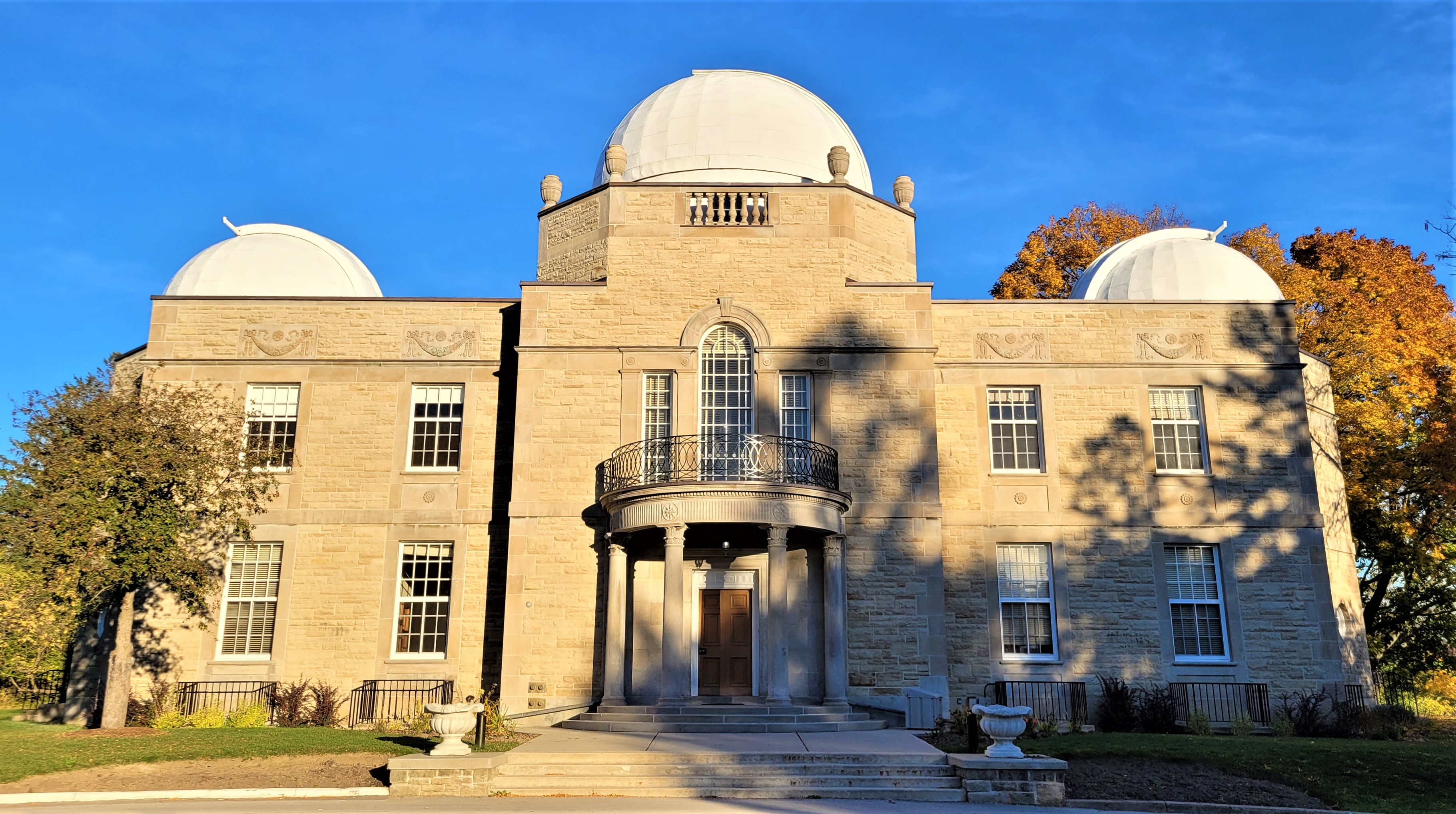
L'edificio amministrativo di David Dunlap Observatory

Il David Dunlap Observatory (abbreviato in DDO) è un osservatorio astronomico gestito dall'Università di Toronto, situato all'interno di un parco nel nord della città di Richmond Hill, nell'Ontario, in Canada. L'osservatorio fu aperto il 31 maggio 1935 e ha ripreso le sue attività, dopo un periodo di chiusura, nel luglio 2009.
Lo strumento principale è costituito da un telescopio riflettore da 1,88 m di apertura; l'osservatorio annovera altri due telescopi ottici in configurazione Cassegrain (rispettivamente da 0,6 e 0,5 m di apertura), e un piccolo radiotelescopio, ormai dismesso. Essendo situato a 238 m s.l.m., ed attualmente circondato da alcune lottizzazioni abitative, il DDO ha ridotto la sua attività osservativa; tuttavia è ancor oggi utilizzato per rilevazioni spettroscopiche.
L'osservatorio è stato sede di alcune importanti scoperte, come quella che la sorgente di raggi X Cygnus X-1 ospitasse un buco nero, o quella che riguardava l'appartenenza della Stella Polare alla classe di variabili nota come Cefeidi; inoltre fu da questo osservatorio che per la prima volta furono escogitati dei sistemi per misurare la distanza degli ammassi globulari.